# Sterling Holloway
Sterling Price Holloway Jr. (14 de janeiro de 1905     – 22 de novembro de 1992) foi um ator norte-americano que apareceu em mais de 100 filmes e 40 programas de televisão. Ele teve papel de dublador na The Walt Disney Company, interpretando o Sr. Cegonha em Dumbo, Flower em Bambi, o Gato de Cheshire em Alice no País das Maravilhas, Kaa em The Jungle Book, Roquefort em The Aristocats, e o personagem-título da franquia de desenhos Ursinho Pooh, entre muitos outros.

## Biografia
Nascido em Cedartown, Geórgia, Holloway recebeu o nome de seu pai, Sterling Price Holloway, que, por sua vez, recebeu o nome de um proeminente general confederado, Sterling "Pap" Price. Sua mãe era Rebecca DeHaven Boothby. Ele tinha um irmão mais novo chamado Boothby. A família era dona de uma mercearia em Cedartown, onde seu pai foi prefeito em 1912. Depois de se formar na Academia Militar da Geórgia em 1920, aos quinze anos, ele deixou a Geórgia para ir para Nova Iorque, onde frequentou a Academia de Artes Dramáticas dos Estados Unidos. Enquanto frequentava a academia, ele fez amizade com o ator Spencer Tracy, a quem ele considerava um de seus colegas de trabalho preferidos.[carece de fontes?]

## Carreira

### Filmes e curtas

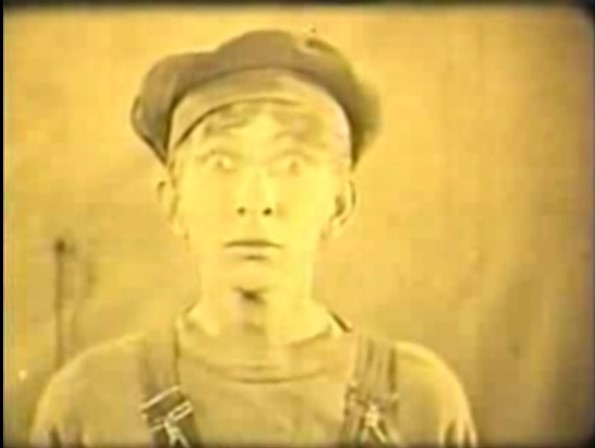
Holloway em no curta The Battling Kangaroo (1926)

No final da adolescência, Holloway fez uma turnê com a companhia The Shepherd of the Hills, atuando em apresentações de uma noite em grande parte do oeste americano antes de retornar a Nova York, onde aceitou pequenos papéis do Theatre Guild.Ele também realizou apresentações "Manhattan" em 1925 e no ano seguinte, "Mountain Greenery".
Ele se mudou para Hollywood em 1926, para iniciar uma carreira cinematográfica que durou quase 50 anos. Seu cabelo ruivo e espesso, e sua voz suave e característica, faziam com que ele quase sempre aparecesse em comédias. Seu primeiro filme foi The Battling Kangaroo (1926), um filme mudo. Nas décadas seguintes, Holloway apareceria com Fred MacMurray, Barbara Stanwyck, Lon Chaney Jr., Clark Gable, Joan Crawford, Bing Crosby e John Carradine . Em 1942, durante a Segunda Guerra Mundial, Holloway alistou-se no Exército dos Estados Unidos aos 37 anos. Ele ajudou a desenvolver um programa chamado "Hey Rookie", que ficou no ar por nove meses e arrecadou US$ 350.000 para o Army Relief Fund. Em 1945, Holloway desempenhou o papel de um médico designado para um pelotão de infantaria no filme aclamado pela crítica A Walk in the Sun. Entre 1946 e 1947, ele interpretou o ajudante cômico em cinco faroestes de Gene Autry.

### Walt Disney
Walt Disney originalmente considerou Holloway para a voz de Soneca em Branca de Neve e os Sete Anões (1937), mas escolheu Pinto Colvig. O trabalho de voz de Holloway em filmes de animação começou com Dumbo (1941), como a voz do Sr. Cegonha. Holloway foi a voz de Flower adulto em Bambi (1942), a narradora da sequência do pinguim da Antártida em The Three Caballeros (1944) e a narradora na sequência de Pedro e o Lobo de Música, Maestro! (1946). Ele foi a voz do Gato de Cheshire em Alice no País das Maravilhas (1951); o narrador em The Little House (1952), Susie the Little Blue Coupe (1952), Lambert the Sheepish Lion (1952) e Golias II (1960); Amos Mouse do curta de animação Ben and Me (1953) ; Kaa em The Jungle Book (1967); e Roquefort, em The Aristocats (1970). Ele é mais conhecido popularmente por dublar o Ursinho Pooh nos curtas da animação da Disney até 1977. Ele foi homenageado como uma Lenda da Disney em 1991, sendo a primeira pessoa a receber o prêmio na categoria de voz. Seu último papel foi Hobe Carpenter, um simpático destilador ilegal que ajuda Harley Thomas (David Carradine) em Thunder and Lightning (1977). A maioria de seus papéis foi substituído pelo dublador Jim Cummings após sua morte.

### Rádio e gravações
Holloway atuou em muitos programas de rádio, incluindo The Railroad Hour, The United States Steel Hour, Suspense, Lux Radio Theater e The Shadow. No final da década de 1940, ele pôde ser ouvido em vários papéis no programa " Fibber McGee and Molly ", da NBC. Sua voz manteve um toque do sotaque sulista e foi imediatamente reconhecível. Holloway foi escolhido para narrar muitos discos infantis.

### Televisão

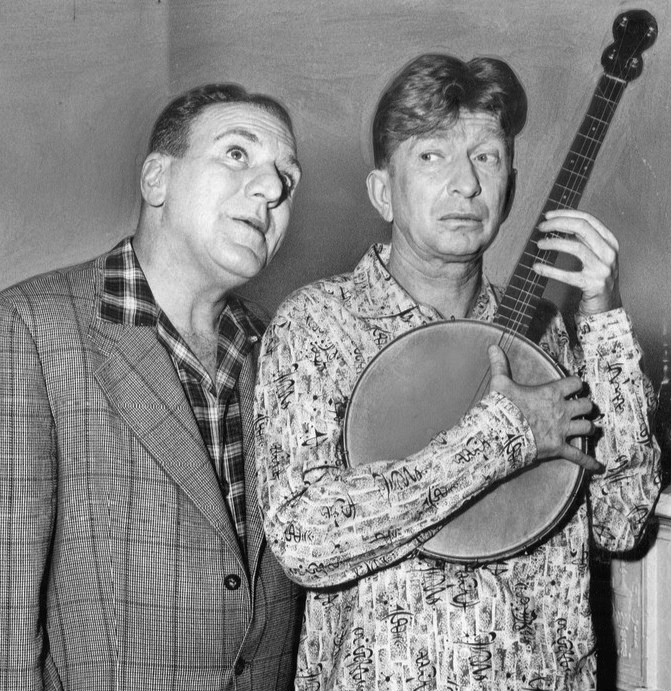
Holloway com William Bendix em A Vida de Riley, 1957

Holloway fez transição de rádio para a televisão. O ator apareceu em Adventures of Superman como “Tio Oscar”, um inventor excêntrico, e teve um papel recorrente em The Life of Riley. Participou como convidado no programa de televisão da CBS de Fred Waring na década de 1950, e apareceu em Circus Boy como um balonista de ar quente. Algumas outras séries em que atuou incluem: Five Fingers (episódio “The Temple of the Swinging Doll”), The Untouchables, The Real McCoys (“The Jinx”), Hazel, Pete and Gladys, The Twilight Zone, The Brothers Brannagan, Gilligan's Island, The Andy Griffith Show, The Donald O'Connor Show, Peter Gunn, F Troop e Moonlighting.

Durante a década de 1970, Holloway fez dublagens comerciais para a ração para cães Nestlé Purina PetCare. Ele também deu a voz a Woodsy Owl em vários comerciais do Serviço Florestal dos Estados Unidos nas décadas de 1970 e 1980.[carece de fontes?]

## Vida pessoal e morte
Holloway era um republicano que apoiou a candidatura do presidente Dwight D. Eisenhower na eleição presidencial de 1952. Além disso, Holloway aderiu ao metodismo. Durante toda a sua vida, Holloway permaneceu solteiro e adotou um filho, no qual o deu o nome de Richard Holloway.
O colega de elenco de Winnie the Pooh, Hal Smith (que deu origem ao personagem Corujão), assumiu o papel do Ursinho Pooh no curta de 1981 Winnie the Pooh Discovers the Seasons. Holloway teve a chance de retornar ao papel em The New Adventures of Winnie the Pooh, mas, aos 83 anos, não conseguiu mais dar a voz característica do personagem como fazia no passado; Jim Cummings assumiu o papel, assim como a maioria dos outros papéis de voz do ator, incluindo Kaa em Jungle Cubs e The Jungle Book 2. Holloway morreu vítima de uma parada cardíaca no Hospital Samaritano de Los Angeles, em 22 de novembro de 1992. Ele foi cremado e suas cinzas foram espalhadas no Oceano Pacífico.

## Filmografia

### Longas
- Casey at the Bat (1927) como Elmer Putnam
- American Madness (1932) como Oscar
- Blonde Venus (1932) como Joe, Hiker
- Faithless (1932) como Fotógrafo
- Rockabye (1932) como Speakeasy Pianist
- Lawyer Man (1932) como Olga's Dining Friend
- Hard to Handle (1933) como Andy Heaney
- Blondie Johnson (1933) como Red Charley
- Fast Workers (1933) como Pinky Magoo
- Hell Below (1933) como Seaman Jenks
- Elmer, the Great (1933) como Nick Kane
- Picture Snatcher (1933) como Journalism Student
- Adorable (1933) como Emile, Karl's Valet
- International House (1933) como Sailor
- Gold Diggers of 1933 (1933) como Second Hat Delivery Boy
- Professional Sweetheart (1933) como Stu
- When Ladies Meet (1933) como Jerome – the Caddy
- Wild Boys of the Road (1933) como Ollie
- Dancing Lady (1933) como Pinky
- Advice to the Lovelorn (1933) como Benny
- Alice in Wonderland (1933) como Sapo
- Going Hollywood (1933) como Técnico de rádio
- The Cat and the Fiddle (1934) as Flower Messenger
- Strictly Dynamite (1934) como Elmer Fleming
- Back Page (1934) como Bill Giddings
- Operator 13 (1934) como Wounded Union Soldier
- Murder in the Private Car (1934) como Office Boy
- Tomorrow's Children (1934) como Dr. Dorsey
- Down to Their Last Yacht (1934) como Freddy Finn
- Gift of Gab (1934) como Sound Effects Man
- The Merry Widow (1934) como Mischka the orderly
- Girl o' My Dreams (1934) como Spec Early
- A Wicked Woman (1934) como Peter
- Lottery Lover (1935) como Cadet Harold Stump
- Life Begins at 40 (1935) como Chris
- Doubting Thomas (1935) como Mr. Spindler
- I Live My Life (1935) como Max
- 1,000 Dollars A Minute (1935) como Pete
- Rendezvous (1935) como Motorista de táxi
- Palm Springs (1936) como Oscar
- Career Woman (1936) como George Rogers
- Join the Marines (1937) como Alfred, the Steward
- Maid of Salem (1937) como Miles Corbin – Cow Herder
- When Love Is Young (1937) como Orville Kane
- The Woman I Love (1937) como Duprez
- Varsity Show (1937) como Trout
- Behind the Mike (1937) como Tommy Astor
- Of Human Hearts (1938) como Chauncey Ames
- Dr. Rhythm (1938) como Luke (Ice-Cream Man)
- Held for Ransom (1938) como RFD Mailman (não creditado)
- Professor Beware (1938) as The Groom
- Spring Madness (1938) as Buck
- East Side of Heaven (1939) as Accordion player (não creditado)
- Nick Carter, Master Detective (1939) como Bee-Catcher
- The Blue Bird (1940) como Wild Plum
- Remember the Night (1940) como Willie
- Hit Parade of 1941 (1940) como Soda Clerk
- Street of Memories (1940) como Student Barber
- Little Men (1940) como Reporter
- Cheers for Miss Bishop (1941) como Chris Jensen
- Meet John Doe (1941) como Dan
- The Great Awakening (1941) como Otto
- Top Sergeant Mulligan (1941) as Frank Snark
- Dumbo (1941) as Mr. Stork (voz)
- Look Who's Laughing (1941) como Rusty, Soda Jerk (não creditado)
- Don't Get Personal (1942) como Lucky
- The Lady Is Willing (1942) como Arthur Miggle (creditado)
- Star Spangled Rhythm (1942) como Sterling - 'Sweater, Sarong & Peekaboo Bang' number
- Bambi (1942) como Flower adulto (voz)
- Iceland (1942) como Sverdrup Svenssen
- Here We Go Again (1942) as Tommy, Western Union Messenger (uncredited)
- The Three Caballeros (1944) como Prof. Holloway (voiz)
- Wildfire (1945) como Alkali Jones
- A Walk in the Sun (1945) como McWilliams
- Death Valley (1946) como Slim
- Sioux City Sue (1946) como Nellie Bly
- Trail to San Antone (1947) como Droopy Stearns
- Twilight on the Rio Grande (1947) como Pokie
- Saddle Pals (1947) como Waldo T. Brooks Jr.
- Robin Hood of Texas (1947) como Droopy Haynes
- Addio Mimí! (1949) como Aristide
- The Beautiful Blonde from Bashful Bend (1949) como Baixista
- Alice in Wonderland (1951) como o Gato de Cheshire (voz)
- Kentucky Rifle (1955) como Lon Setter
- Shake, Rattle and Rock! (1956) como Albert 'Axe' McAllister
- |The Adventures of Huckleberry Finn (1960) como o Barbeiro
- Alakazam the Great (1960) como o Narrador (voz)
- My Six Loves (1963) como Oliver Dodds (não creditado)
- It's a Mad, Mad, Mad, Mad World (1963) como Fire Chief
- Batman (1966)
- The Jungle Book (1967) como Kaa (voz)
- Live a Little, Love a Little (1968) como Milkman
- The Aristocats (1970) como Roquefort (voz)
- Won Ton Ton, the Dog Who Saved Hollywood (1976) como Idoso do ônibus
- The Many Adventures of Winnie the Pooh (1977) como Ursinho Pooh (voz)
- Thunder & Lightning (1977) como Hobe Carpenter

### Curtas
- The Battling Kangaroo (1926) como Napoleon French
- The Girl from Everywhere (1927) como Ajudante do direttor
- One Track Minds (1933) como Vendedor
- Not the Marrying Kind (1933)
- Meeting Mazie (1933)
- Born April First (1934)
- Pleasing Grandpa (1934)
- Picnic Perils (1934)
- Sterling's Rival Romeo (1934) como Sterling
- Father Knows Best (1935) como Bashful Boy
- My Girl Sally (1935)
- Bring 'Em Back A Lie (1935)
- Double Crossed (1935)
- His Last Fling (1935)
- The Pelican & The Snipe (1944) como o Narrador (não creditado)
- The Cold-Blooded Penguin (1944) como o Narrador
- Unusual Occupations L-5-2 (1945) como Ele mesmo
- Peter & The Wolf (1946) como o Narrador
- Moron Than Off (1946)
- Mr. Wright Goes Wrong (1946)
- Scooper Dooper (1947) como Ele mesmo
- Hectic Honeymoon (1947) como Eddie Jones
- Mickey and the Beanstalk (1947) como o Narrador
- Speaking of Animals No. Y7-1: Dog Crazy (1947) como Dog Owner
- Man or Mouse (1948) como Elmer Dinkle
- Flat Feat (1948) as Officer Sterling Smith / Smith's Father
- Lambert the Sheepish Lion (1952) como o Narrador / Mr. Stork
- Susie the Little Blue Coupe (1952) como o Narrador
- The Little House (1952) como o Narrador
- Ben and Me (1953) como Amos Mouse (voz)
- Goliath II (1960) como o Narrador
- Winnie the Pooh and the Honey Tree (1966) como Ursinho Pooh (voz)
- Winnie the Pooh and the Blustery Day (1968) como Ursinho Pooh (voz)
- Man, Monsters & Mysteries (1974) as Nessie (voz)
- Winnie the Pooh and Tigger Too (1974) como Ursinho Pooh (voz)
- Once Upon a Studio (2023) como o Gato de Cheshire, Kaa, e Ursinho Pooh (voz, arquivo de áudio)

## Discografia
- ”Cold Blooded Penguin” (1944) como o Narrador
- ”The Three Caballeros” (1944) como o Narrador
- Uncle Remus Stories (Decca, 1947) como o Narrador
- Peter and the Wolf (RCA Victor, 1949) como o Narrador
- Alice in Wonderland (1951) como o Gato de Cheshire
- Susie, the Little Blue Coupe (1952) como o Narrador
- The Little House (1952)[8] como o Narrador
- The Sorcerer's Apprentice/Peter and the Wolf (1958)[9] como o Narrador
- The Country Cousin (Disneyland, 1959) como o Narrador
- Goliath II (Disneyland, 1960) como o Narrador
- The Grasshopper and the Ants (1960) como o Narrador
- The Stories and Songs of Walt Disney's Three Little Pigs (Disneyland, 1961) como o Narrador
- The Absent Minded Professor (1961) como o Narrador
- The Best Stories of Aesop (1961)[9] como o Narrador
- Mother Goose Nursery Rhymes (1963) como o Narrador
- Rudyard Kipling's Just So Stories (1964) como o Narrador
- Winnie the Pooh and the Honey Tree (1965)[9] como Winnie the Pooh
- A Happy Birthday Party with Winnie the Pooh (Disneyland, 1966)[10] como Winnie the Pooh
- Winnie the Pooh and the Blustery Day (1967) como Winnie the Pooh/Narrador
- Winnie the Pooh and the North Pole Expotition (1968)[10] como Winnie the Pooh/Narrador
- Winnie the Pooh and Tigger (1968)[10] como Winnie the Pooh/Narrador
- Winnie the Pooh and the Heffalumps (1968)[10] como Winnie the Pooh/Narrador
- The Aristocats (Disneyland, 1970)[9] as Roquefort
- Winnie the Pooh and Tigger Too (1974)[9] como Winnie the Pooh
- Winnie the Pooh for President (1976)[10] como Winnie the Pooh